# 코브라 (영국)
코브라(COBRA, COBR, Cabinet Office Briefing Rooms)는 영국 정부의 비상대책회의실을 말한다. 영국 런던 영국 내각사무처(Cabinet Office) 메인빌딩에 위치해 있다. 백악관 상황실, 대한민국 국가안보실과 비슷하다.
영국 총리나 총리 비서관, 영국 외무장관 등은 영국군 장군과 함께 코브라 회의를 하여 전세계에서 영국군 특수부대 SAS, 드론 등의 비밀작전을 화상회의, 전화 등으로 실시간 지휘한다. 반드시 총리가 참석하는 것은 아니다. 영국군의 작전권을 총지휘하는 곳이다.
백악관 상황실, 청와대 국가안보실은 지하에 미사일 공격 등을 방호하는 견고한 방이지만, 코브라는 영국 내각사무처(Cabinet Office) 메인빌딩 1층에 위치해 있어서 테러 공격 등에 방호능력이 없다. 영국 런던 영국 내각사무처(Cabinet Office) 메인빌딩이란, 한국으로 치면 서울 정부종합청사에 해당한다.

## 같이 보기
- 백악관 상황실 - 미국판 코브라
- 대한민국 국가안보실 - 한국판 코브라
- 지휘 센터